# Adrien Auzout
Adrien Auzout, francoski astronom in fizik, * 28. januar 1622, Rouen, Francija, † 23. maj 1691, Rim, Italija.

## Življenje in delo
Leta 1666 je Auzout izpopolnil mikrometrski vijak z gibljivim nitnim križem. Svoj izum je opisal leto kasneje 1667 v delu Traité de micrométrie. Bil je med prvimi sedmimi člani francoske Kraljeve akademije znanosti (Académie Royale des sciences). Leta 1665 je predlagal Ludviku XIV. naj zgradi observatorij: »Sire, za slavo vašega veličanstva in za ugled Francije gre, zato si drznemo upati, da boste odredili, naj se zgradi stavba za vse vrste opazovanja neba v prihodnosti, in ga boste dali v ta namen opreminiti z vsemi potrebnimi napravami.«
Leta 1667 je Colbert v kraljevem imenu kupil »kos zemlje, na kateri stoji mlin na veter /.../ onstran vrat sv. Jakoba, v kraju Grand Regard...« Stavbo so sezidali po Perraultovih načrtih šele leta 1672, astronomi pa so delali že prej. Njegov prvi direktor je postal že od leta 1671 Giovanni Cassini I. Ludvik XIV. je dal v vrtove observatorija prenesti stolp iz Marlyja, da bi lahko Cassini nanj namestil svoje objektive. Cassini je opazoval z napravami brez cevi. Po vrtu je hodil z okularjem v roki in gledal skozi objektiv, postavljen 10 ali 20 m daleč. Observatorij je pozneje okoli leta 1835 dobil še dve krili in dve kupoli.
Dve leti kasneje leta 1668 je Auzout izstopil iz Kraljeve akademije znanosti in odšel v Rim, kjer je večino časa prebil vse do svoje smrti. Vzrok za njegov izstop iz Akademije je bil verjetno spor z zdravnikom M. Perraultom, ki je popačeno prevedel Vitruvijevo delo, pri tem pa ga je Auzout ostro kritiziral.
Leta 1674 je izvedel poskus, kjer je pokazal, da živo srebro v cevki manometra ne ostane na isti višini, če je cevko vstavil v prazen prostor, ampak se v celoti spusti v spodnjo posodo.

## Priznanja
Poimenovanja
Po njem se imenuje krater Auzout na Luni.
1. 1 2  data.bnf.fr: platforma za odprte podatke — 2011.
2. 1 2  MacTutor History of Mathematics archive — 1994.
3. 1 2  Record #117669490 // Gemeinsame Normdatei — 2012—2016.